# پاتریشیا کوند
پاتریشیا کوند (انگلیسی: Patricia Conde؛ زادهٔ ۲۹ مهٔ ۱۹۴۵) بازیگر اهل مکزیک است.